# Namanei
Namanei ist ein osttimoresischer Suco im Verwaltungsamt Quelicai Antigo (Gemeinde Baucau).

## Geographie
Vor der Gebietsreform 2015 hatte Namanei eine Fläche von 13,45 km². Nun sind es 14,13 km². Der Suco liegt im Nordosten des Verwaltungsamts Quelicai Antigo. Westlich liegen der Suco Afaçá und der Suco Guruça. Im Osten grenzt Namanei an das Verwaltungsamt Baguia mit seinen Sucos Hae Coni, Samalari und Lavateri und im Norden an das Verwaltungsamt Laga mit seinem Suco Tequinaumata. An der Nordgrenze entspringt der Fluss Bibilio, der sich mit einem in Namanei entspringenden Fluss im Nordwesten vereinigt, um später in den Uaimuhi zu münden.
Der Ort Namanei liegt im Norden des Sucos, auf einer Meereshöhe von 750 m. Er ist die einzige größere Siedlung im Suco. Hier befindet sich die Grundschule des Sucos, die Escola Primaria Catolica Namanei.
Der Suco ist nur schlecht an die Außenwelt angeschlossen. Für die Parlamentswahlen in Osttimor 2007 mussten die Wahlurnen per Hubschrauber zum Wahllokal gebracht und abgeholt werden.
Im Suco befinden sich die vier Aldeias Cirilaco, Daicou, Loirae und Ua-Sufa.

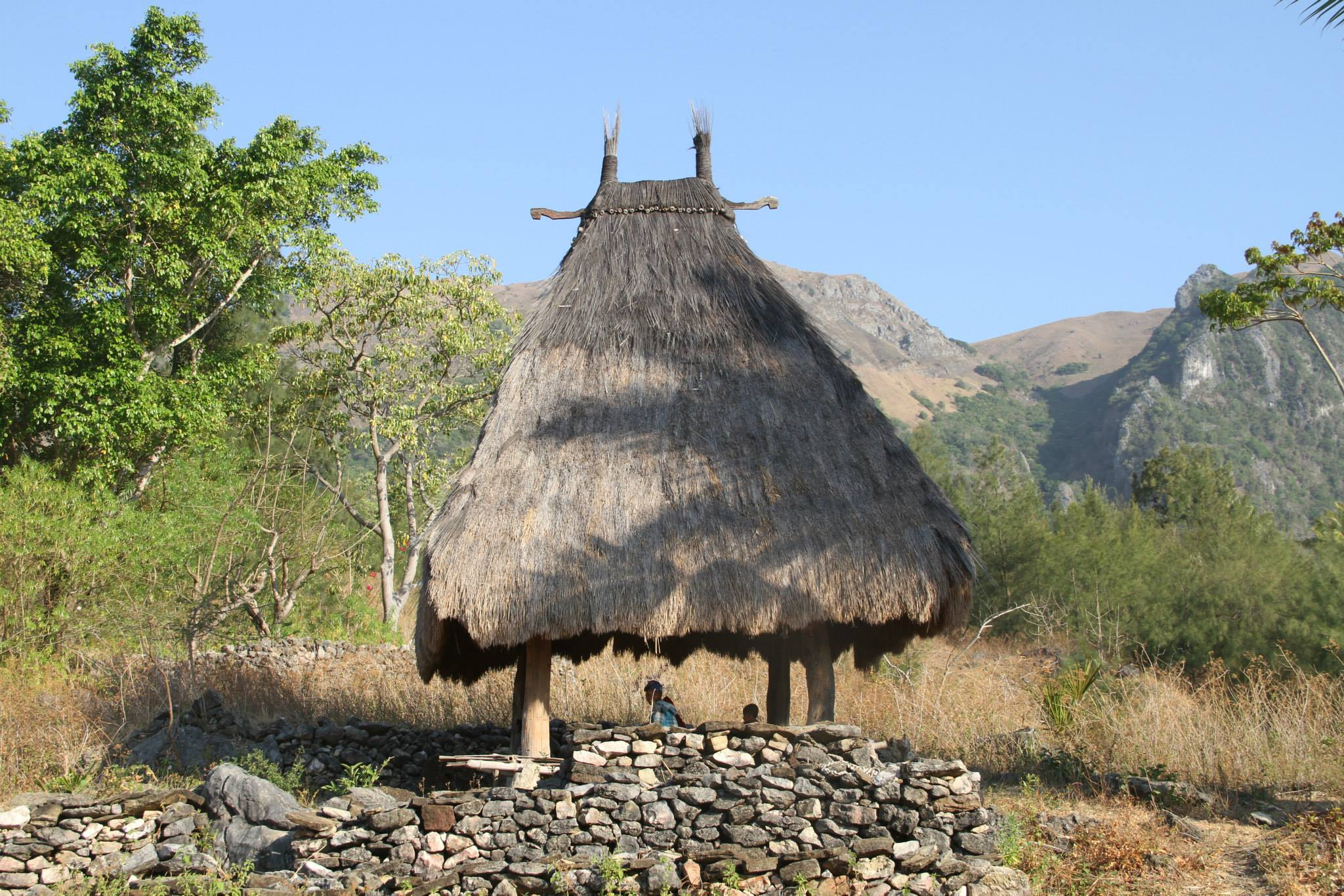
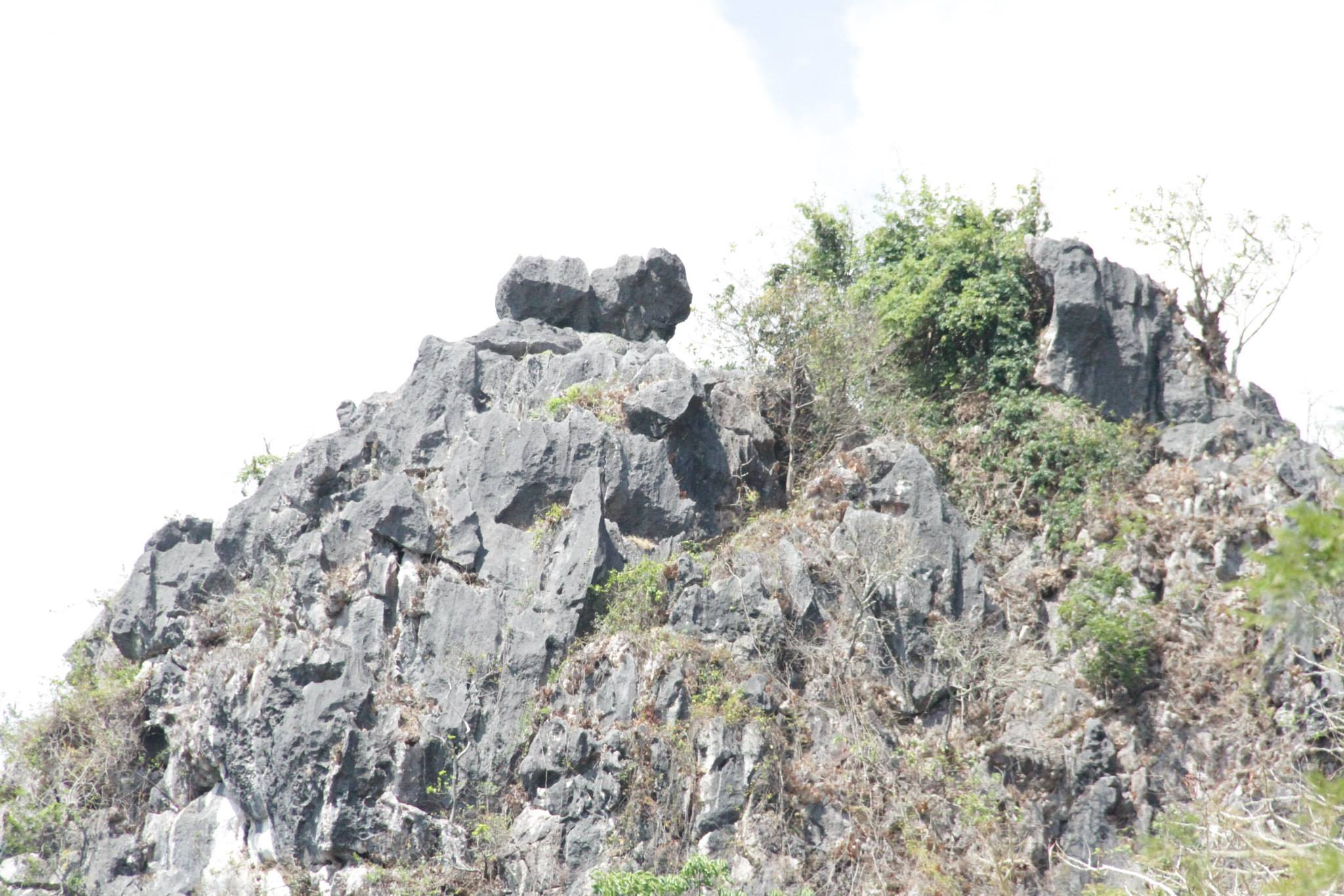

## Bevölkerung

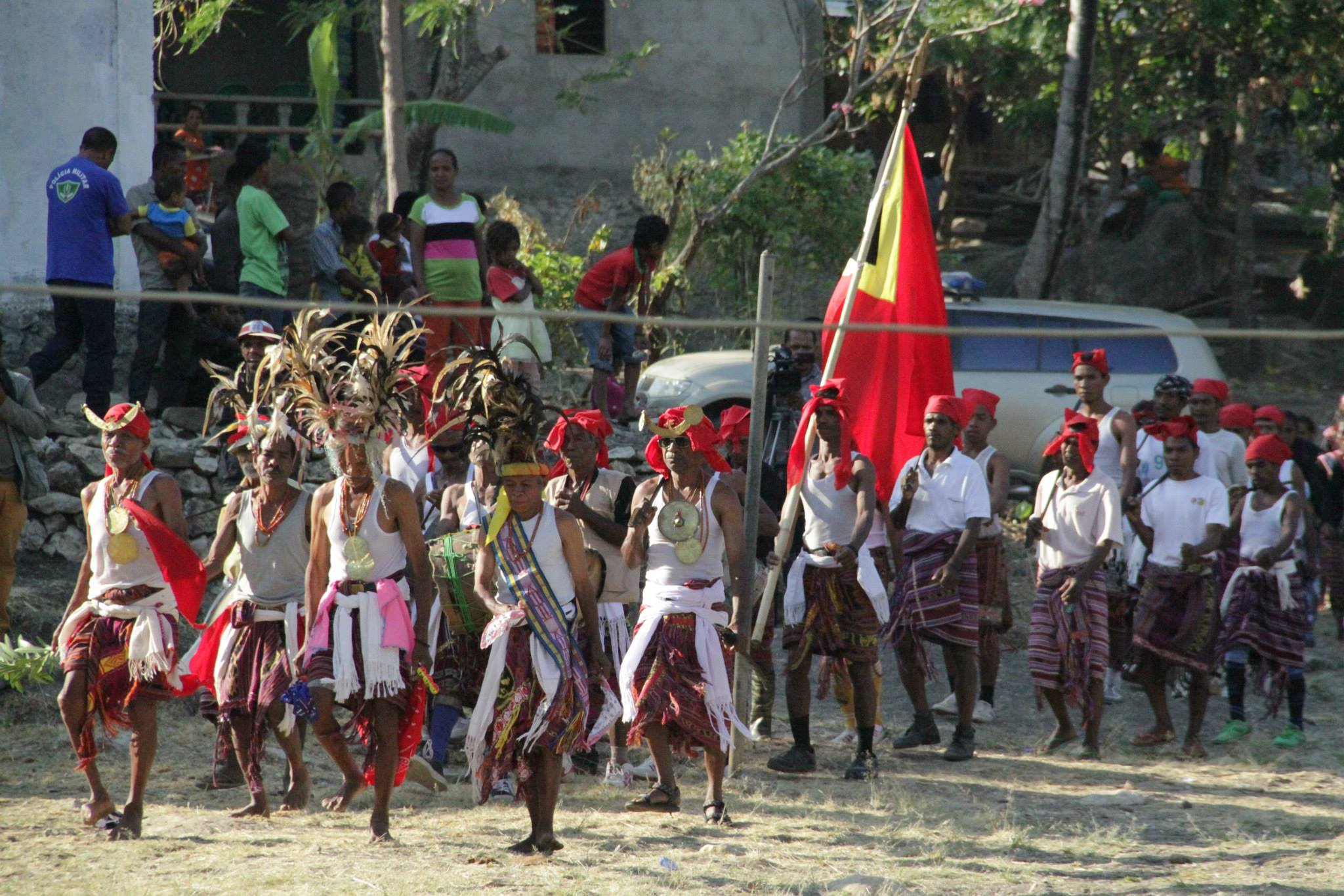
Moradores in Namanei

In Namanei leben 1.549 Einwohner (2022), davon sind 787 Männer und 762 Frauen. Im Suco gibt es 267 Haushalte. Über 95 % der Einwohner geben Makasae als ihre Muttersprache an. Eine kleine Minderheit spricht Tetum Prasa.

## Geschichte
1977 flohen die Einwohner von Namanei vor den indonesischen Invasoren zum Matebian. Dort siedelten sie sich in einer Widerstandsbasis (base de apoio) an. Im Oktober 1978 begannen die indonesischen Angriffe auf die Basis. Am 22. November wurde die FALINTIL von den Invasoren überrannt. Noch heute kann man Höhlen besichtigen, die den Widerstandskämpfern als Unterschlupf dienten.

Besuch der Höhle am Foho Susugua (2014)
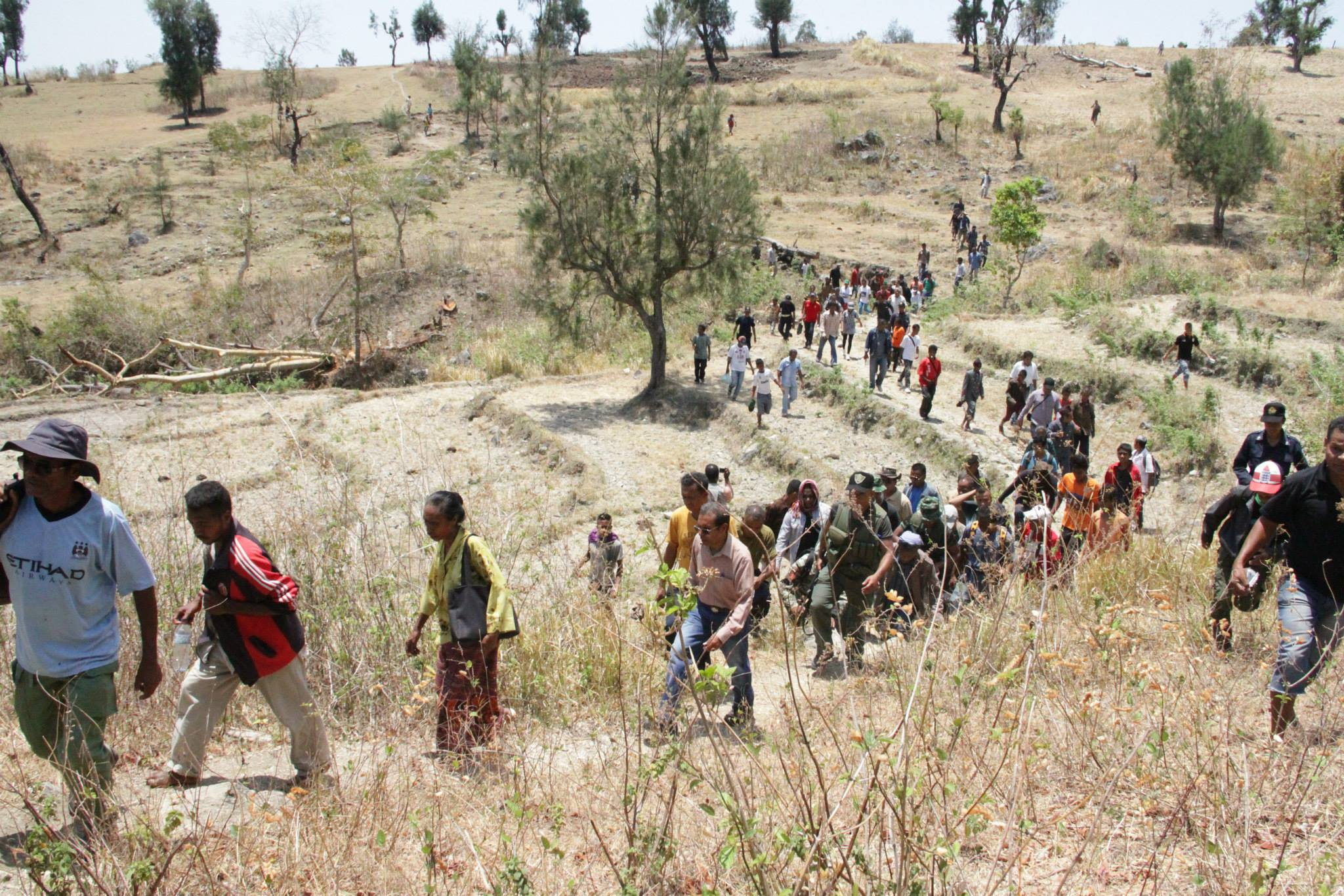
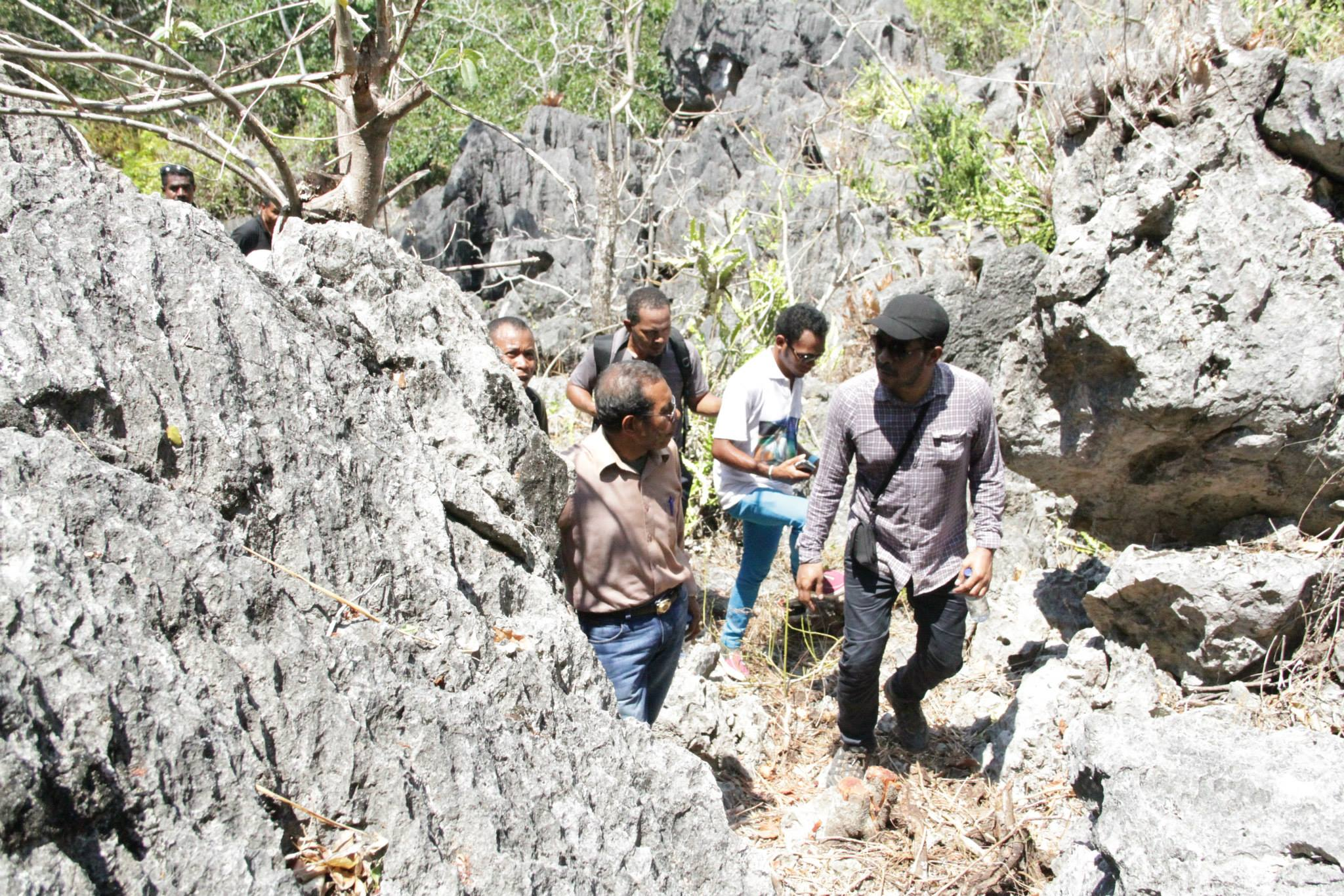
Weg zur Höhle
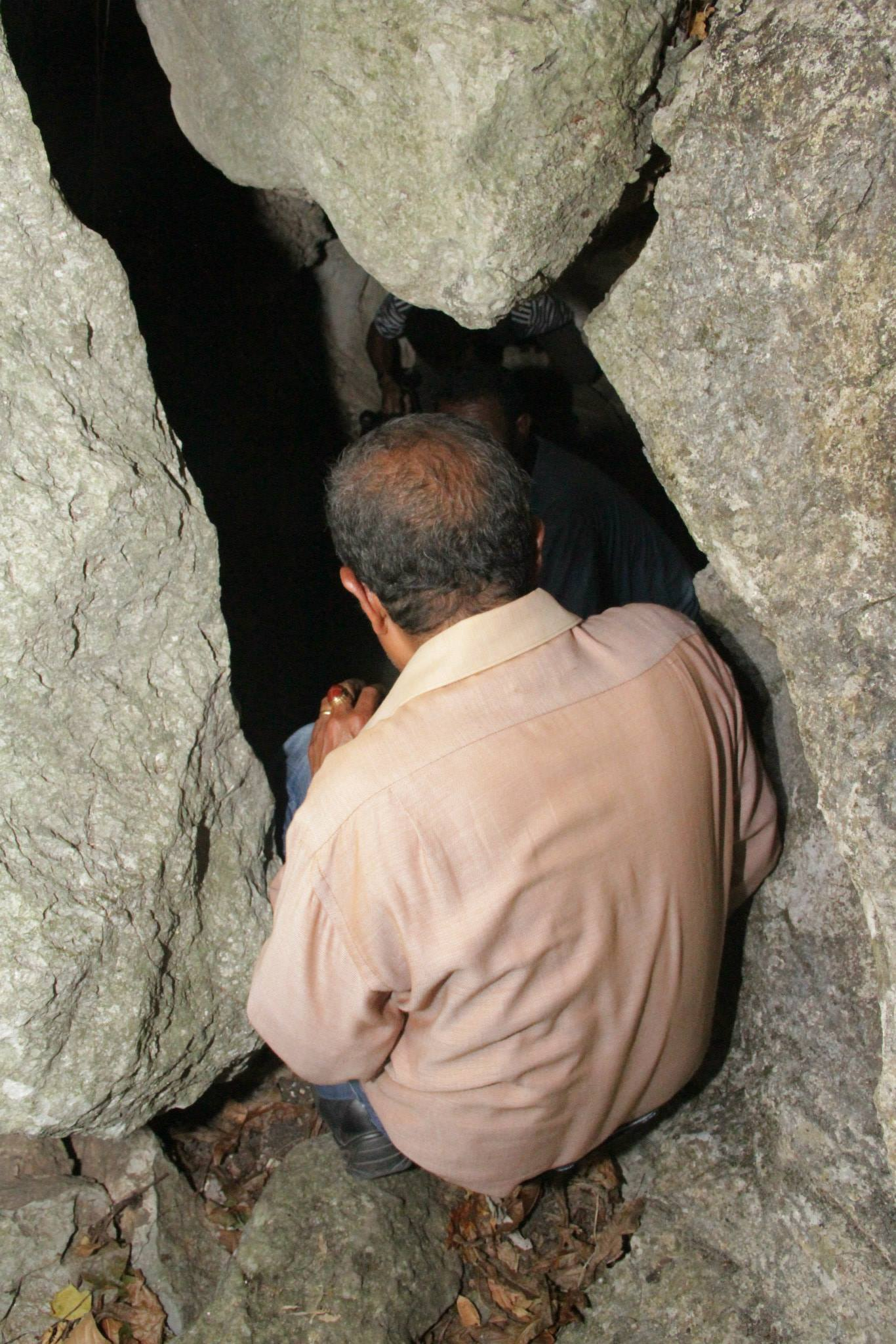
Taur Matan Ruak steigt in die Höhle, die früher sein Unterschlupf war
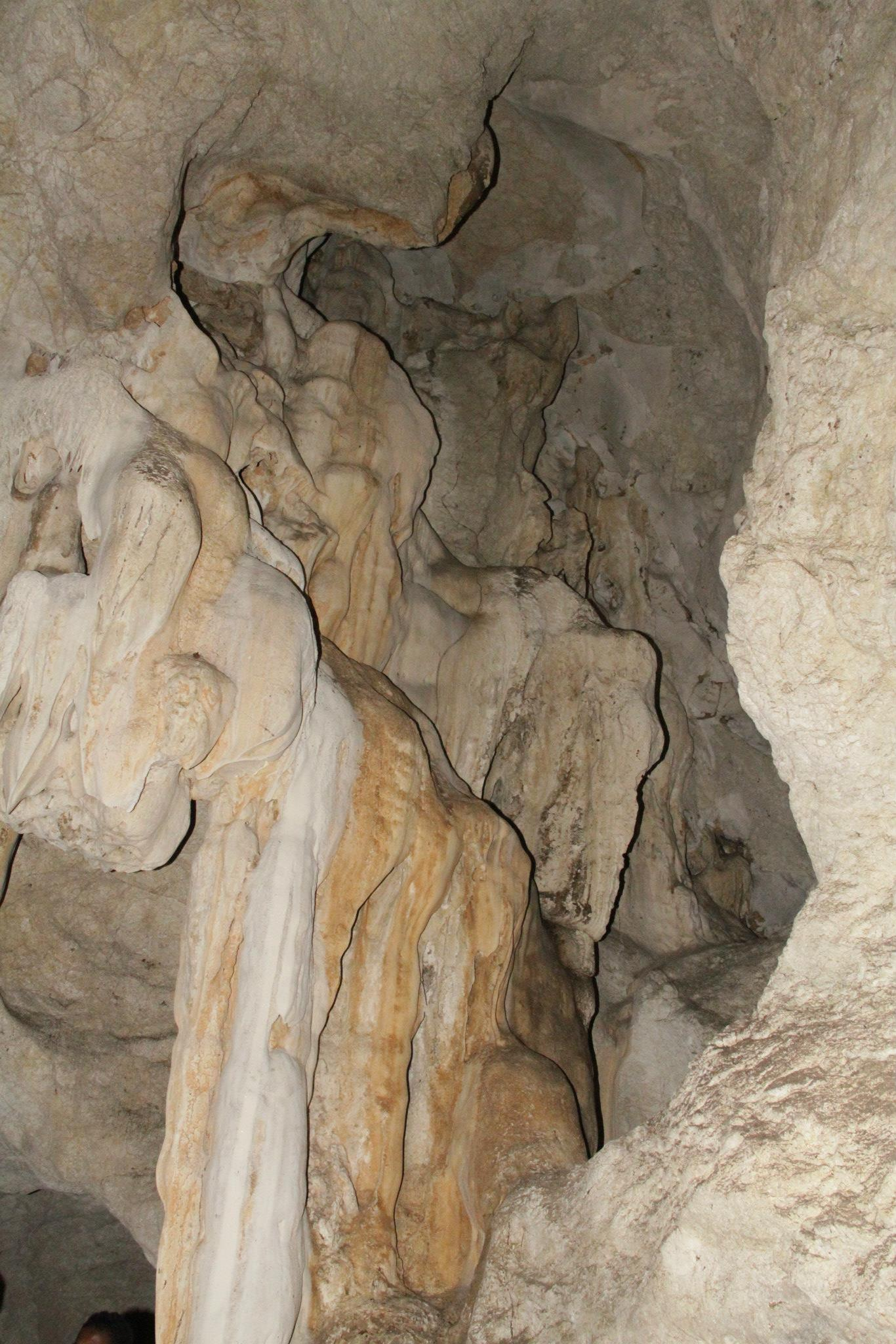
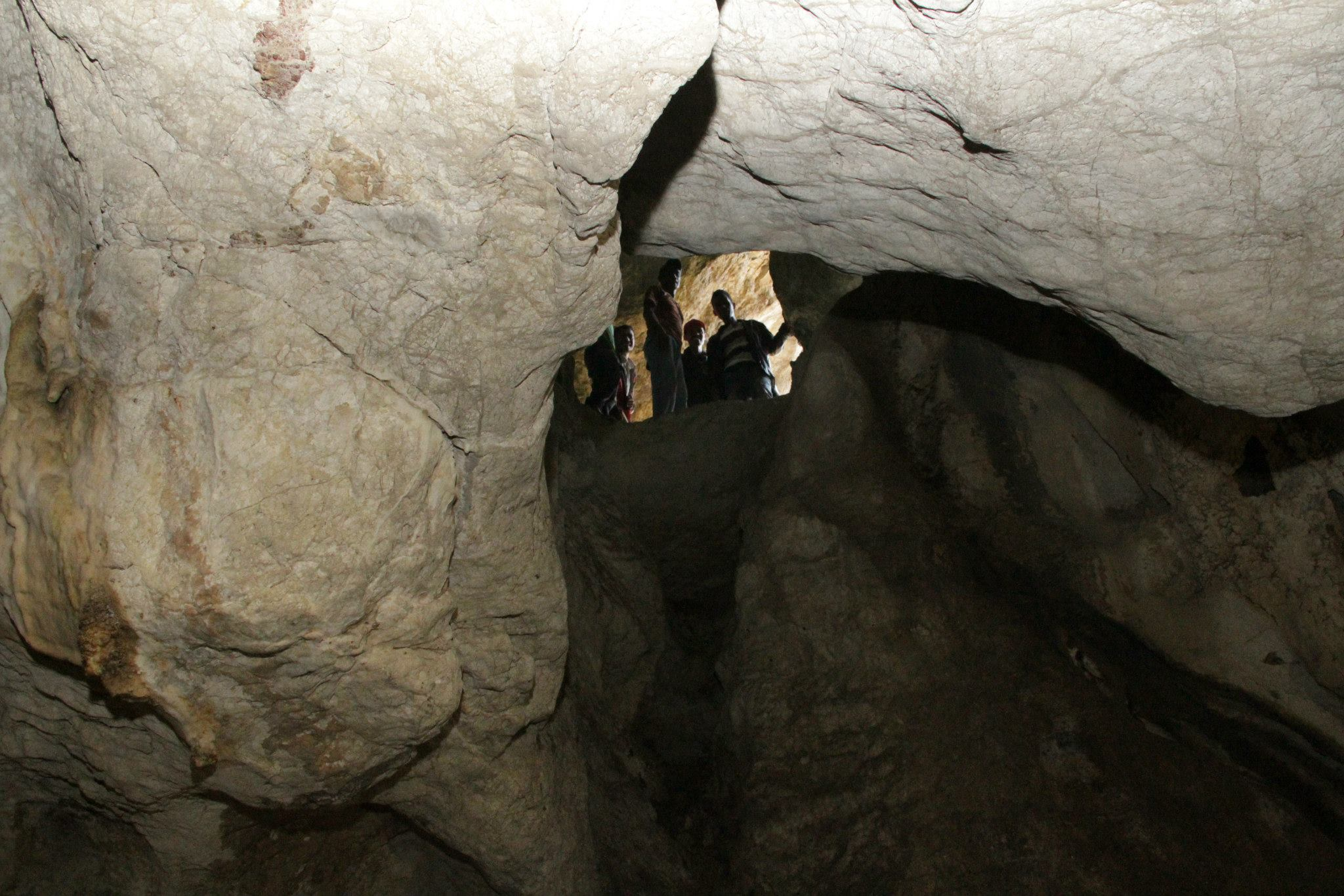

## Politik
Bei den Wahlen 2009 wurde José Ximenes zum Chefe de Suco gewählt und 2016 und 2023 in seinem Amt bestätigt.
2023 wurden zum Chefe de Aldeias gewählt: Julio Gusmão (Cirilaco), Flavio Soares (Daicou), José X. Vaz (Loirae) und Daniel Soares (Ua-Sufa).